# Iduna
Iduna là một chi chim trong họ Acrocephalidae.

## Các loài
- Iduna aedon
- Iduna natalensis
- Iduna similis
- Iduna caligata
- Iduna rama
- Iduna pallida
- Iduna opaca